# OKl100
OKl100 – polskie zbiorcze oznaczenie parowozów – tendrzaków osobowych o układzie osi  1'C1', nadane lokomotywom łotewskich serii Ct i Rt, produkcji polskiej lub niemieckiej. Polska otrzymała po 1945 roku jeden parowóz tej serii, eksploatowany do 1958 roku.

## Historia
Parowóz opracowany został przez niemiecką fabrykę Hanomag w Hanowerze na zlecenie Państwowych Kolei Łotewskich. Stanowił uniwersalny tendrzak, zasadniczo przeznaczony na szeroki tor 1524 mm, ale można było zamieniać zestawy kołowe na przystosowane do toru normalnego 1435 mm, również istniejącego na Łotwie. Zarząd Kolei Łotewskich ogłosił następnie w 1933 roku konkurs na budowę lokomotyw, w którym wzięło udział 12 firm (sześć z Niemiec, dwie z Polski, dwie ze Szwecji, z Belgii i Włoch).
Kontrakt na budowę trzech pierwszych lokomotyw otrzymała Pierwsza Fabryka Lokomotyw w Polsce (Fablok) w Chrzanowie, z uwagi na niższą cenę od niemieckiego Borsiga. Zbudowano je w 1934 roku, z numerami fabrycznymi od 590 do 592. Były one lokomotywami przeznaczonymi tylko do ruchu pasażerskiego i na Łotwie początkowo oznaczono je serią Bt (numery: 122-124), oznaczającą średnie pasażerskie tendrzaki przystosowane do toru szerokiego i normalnego. Z uwagi jednak na ich dużą moc (większą niż w projekcie), w 1936 roku serię zmieniono na Ct.

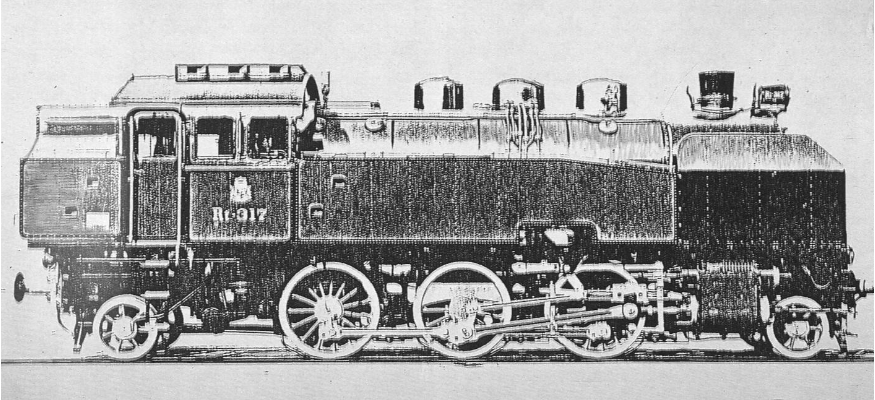
Lokomotywa Rt-317

Dalsze cztery lokomotywy serii Ct (nry: 125-128) zbudowano w 1936 roku już w niemieckiej firmie Henschel & Sohn w Kassel. Wprowadzono w nich zmiany w konstrukcji ostoi, które umożliwiły w razie potrzeby wymianę zestawów kołowych o średnicy 1720 mm, służących do prowadzenia pociągów osobowych, na zestawy średnicy 1400 mm do służby towarowej, lecz zmiany takie były sporadyczne. W 1938 roku w firmie Henschel zbudowano dalsze 10 ulepszonych lokomotyw, tym razem od początku w wersji towarowej, oznaczonych z tego powodu serią Rt (nry: 312-321). W 1939 roku w tej samej firmie zamówiono kolejne 10 lokomotyw serii Ct (nry: 129-138) i 10 serii Rt (nry: 322-331), dostarczonych w 1940 roku. Lokomotywa Ct-126 została następnie wyposażona w towarowe zestawy kołowe i przemianowana na serię Rt, a lokomotywa Rt-315 została analogicznie przemianowana na serię Ct.

## Eksploatacja
Lokomotywy tego typu były nowoczesne, o stosunkowo dużej mocy i wysokiej prędkości, oraz ekonomiczne pod względem zużycia węgla i wody, toteż zyskały uznanie na Łotwie, czego efektem były dalsze zamówienia łącznie 37 sztuk. Lokomotywy serii Ct początkowo obsługiwały ciężkie pociągi pasażerskie na głównych liniach w okolicach Rygi. Od 1936 roku obsługiwały też pociągi pospieszne Ryga – Berlin. Większość stacjonowała w Škirotavie, a ponadto w Jełgawie i od 1940 roku w Daugavpils.
Jeden parowóz – Rt-126 (Henschel 23086/1936) znalazł się po II wojnie światowej na terenie Polski, w parowozowni Rybnik, i został przejęty w 1945 roku przez Polskie Koleje Państwowe. Był on w wersji towarowej, lecz oznaczono go polską serią OKl100 z numerem 1, zaliczając do tendrzaków osobowych. Po kilku zmianach  parowozowni, od 1950 roku służył w Fosowskiem. Cieszył się dobrą opinią, lecz w 1954 roku jako maszyna nietypowa został przekazany do przemysłu – krochmalni i Płatkarni Łobez. W 1958 roku wycofany z eksploatacji, został złomowany w 1964 roku.